# Ottweiler
Ottweiler település Németországban, azon belül Saar-vidék tartományban. Lakosainak száma 14 522 fő (2023. december 31.).

## Népesség
A település népességének változása:
| Lakosok száma | 15 611 | 15 503 | 14 500 | 14 358 | 14 358 | 14 395 | 14 543 | 14 522 |
|               | 1975   | 2014   | 2017   | 2018   | 2019   | 2021   | 2022   | 2023   |